# Mobility CarSharing
Mobility car sharing, officiellement Mobility Société Coopérative, parfois abrégée en Mobility, dont le siège principal est à Rotkreuz, est une entreprise suisse sur le marché européen de l'autopartage. Elle est fondée sur le principe d'une société coopérative.
Selon ses propres chiffres, Mobility dispose de 2 930 véhicules sur 1 500 emplacements en Suisse, et compte en fin décembre 2017 près de 177 100 clients. L’entreprise emploie 224 collaborateurs et a réalisé en 2017 un chiffre d’affaires de 76 millions de francs suisses . Selon une étude de l’Office fédéral de l’énergie, Mobility est la plus importante entreprise d'autopartage en Europe.